# 恩格斯空军基地
恩格斯空军基地（俄语：Энгельс），正式名称为恩格斯-2，是位于俄罗斯萨拉托夫州恩格斯附近的一处空军基地。基地驻扎有圖-160戰略轟炸機和圖-95MS戰略轟炸機机队，是俄罗斯目前最大的战略轰炸机基地。

## 历史

### 恩格斯-1
1930年，苏联位于距离恩格斯1.5公里的一片荒地上，开始建立军事航空学校以培养飞行员。1932年2月16日，首架玻-2从该基地起飞。在二战爆发前，航空学校为苏联培养了数千名飞行员。二战爆发后，学校向前线派出了14个航空团，其中包括3个女子航空团，二战期间全校有190名学生被授予苏联英雄称号。

### 恩格斯-2
1950年代初期，开始建设新机场，即恩格斯-2，原航空学校则在1954年搬迁至坦波夫。1954年，在该空军基地组建了第一支部队-第201重型轰炸机航空师。
1961年4月，当尤里·加加林从太空返回地球后，被搜寻并接到恩格斯-2空军基地，并在基地指挥部向赫鲁晓夫和勃列日涅夫汇报了飞行情况。
1985年，机场跑道重建。
2008年，驻恩格斯空军基地的战略轰炸机恢复战略值班。
2015年，建成一条与原跑道平行的新跑道，新跑道能够支持俄罗斯空军所有型号飞机的起降。

### 乌俄战争
在俄国入侵乌克兰期间，俄军利用此基地起降的战略轰炸机发射巡航导弹攻击乌克兰的城市和发电厂等民用目标。
2022年12月5日，该空军基地内发生爆炸。据推测系乌克兰武装部队使用无人机发动了袭击，并推测有两架Tu-95MS战略轰炸机被击中。之后的卫星图片显示至少有一架该型飞机被击中并被消防泡沫覆盖，而旁边则有另一个被引燃的残骸的痕迹。这是Tu-95战略轰炸机首次在战斗中遭受损失。同日，位于梁赞州的佳吉列沃空军基地也遭到了乌克兰武装部队的打击，一架Tu-22M3战略轰炸机受损。

## 机队

### 编制
2009年俄罗斯军事改革后，恩格斯空军基地隶属于第6950近卫航空基地。截至2010年12月1日。该基地拥有1个航空大队（4个航空中队），共16架圖-160戰略轟炸機，18架圖-95MS戰略轟炸機。
2015-16年，俄罗斯远程航空兵进行了改制，重建第22重型轰炸机航空师该师操作圖-22M轟炸機的第52近卫重型轰炸机航空团调至Shaykovka空军基地，恩格斯空军基地则驻扎：
- 第121近卫重型轰炸机航空团：7架圖-160M，9架圖-160
- 第184重型轰炸机航空团：18架圖-95MS

### 飞机
一些战略轰炸机被命名，其中圖-160以苏联英雄或与远程航空相关的人名命名，圖-95MS以城市命名。.

#### 圖-160
| 机号 | 飞机名              | 命名来源（人名）                                       | 备注       |
| ---- | ------------------- | ------------------------------------------------------ | ---------- |
| 01   | 米哈伊尔·格罗莫夫   | 米哈伊尔·格罗莫夫，苏联英雄，1937年飛行距離記錄        | 2003年坠毁 |
| 02   | 瓦西里·列舍特尼科夫 | 瓦西里·列舍特尼科夫，苏联英雄，苏联远程航空兵司令      | [ 16 ]     |
| 03   | 帕维尔·塔兰         | 帕维尔·塔兰，两次苏联英雄，苏联第79重型轰炸机师师长    | [ 17 ]     |
| 04   | 伊万·亚雷金         | 伊万·亚雷金，自由式摔跤世界冠军                        | [ 16 ]     |
| 05   | 亚历山大·戈洛瓦诺夫 | 亚历山大·戈洛瓦诺夫，苏联远程航空兵司令                |            |
| 06   | 伊利亚·穆罗梅茨     | 伊利亞·穆羅梅茨，民间传说英雄                          | [ 18 ]     |
| 07   | 亚历山大.莫洛奇     | 亚历山大.莫洛奇，两次苏联英雄，第8独立轰炸机航空军司令 |            |
| 08   | 维塔利·科皮洛夫     | 维塔利·科皮洛夫，图-160生产地喀山飞机厂总负责人        |            |
| 10   | 尼古拉·库兹涅佐夫   | 尼古拉·库兹涅佐夫，库兹涅佐夫设计局首席设计师          |            |
| 11   | 瓦西里·先科         | 瓦西里·先科，两次苏联英雄，领航员                      |            |
| 12   | 亞歷山大·諾維科夫   | 亞歷山大·諾維科夫，两次苏联英雄，蘇聯空军元帅          |            |
| 14   | 伊戈尔·西科尔斯基   | 伊戈尔·西科尔斯基，直升机先驱                          |            |
| 15   | 弗拉基米尔·苏杰茨   | 弗拉基米尔·苏杰茨，苏联空军元帅                        |            |
| 16   | 阿列克谢·普洛霍夫   | 阿列克谢·普洛霍夫，苏联英雄，远程航空兵第一副司令      |            |
| 17   | 瓦列里·契卡洛夫     | 瓦列里·契卡洛夫，苏联英雄，长程飞行试飞员              | [ 18 ]     |
| 18   | 安德烈·图波列夫     | 安德烈·图波列夫，图波列夫设计局创立者                  |            |
| 19   | 瓦连京·布利兹纽克   | 瓦连京·布利兹纽克，图波列夫设计局总设计师              |            |

#### 圖-95MS
| 机号 | 飞机名           | 命名来源（城市名） | 备注 |
| ---- | ---------------- | ------------------ | ---- |
| 10   | 萨拉托夫         | 薩拉托夫           |      |
| 11   | 沃尔库塔         | 沃尔库塔           |      |
| 12   | 莫斯科           | 莫斯科             |      |
| 15   | 卡盧加           | 卡盧加             |      |
| 16   | 大诺夫哥罗德     | 大诺夫哥罗德       |      |
| 19   | 克拉斯諾亞爾斯克 | 克拉斯諾亞爾斯克   |      |
| 20   | 杜布纳           | 杜布纳             |      |
| 21   | 薩馬拉           | 薩馬拉             |      |
| 28   | 塞瓦斯托波爾     | 塞瓦斯托波爾       |      |